# Sergentomyia antennata
Sergentomyia antennata är en tvåvingeart som först beskrevs av Robert Newstead 1912.  Sergentomyia antennata ingår i släktet Sergentomyia och familjen fjärilsmyggor. Inga underarter finns listade i Catalogue of Life.